# Die Gruft der toten Frauen
Die Gruft der toten Frauen (Originaltitel: Devils of Darkness, Alternativtitel: Das Teufelsritual; Talisman) ist ein britischer Horrorfilm aus dem Jahre 1965 von Lance Comfort. Produziert wurde er von Tom Blakeley. Die Hauptrolle übernahm William Sylvester.

## Handlung

### Prolog
In einem kleinen Dorf der Bretagne liegt auf dem Friedhof Graf Sinistre begraben. In der Nähe findet eine Verlobungsfeier statt. Sinistre, ein Vampir, fliegt als Fledermaus aus seinem Grab. Er beißt Tania, die Braut, die deshalb stirbt. Nachdem sie beerdigt wurde, nimmt Sinistre menschliche Gestalt an. Er lässt Tania von den Toten auferstehen und macht sie zu seiner Braut und Dienerin.

### Haupthandlung
Der Schriftsteller Paul Baxter macht mit Anne und ihrem Bruder Keith Urlaub in einem Dorf in der Bretagne. Als Keith bei einem Höhlenausflug zwei Särge findet, wird er von Graf Sinistre, einem Vampir, hinterrücks angegriffen und ermordet. Als kurz darauf Keiths Leiche gefunden wird, ist auch Sinistre am Tatort und tröstet Anne.
Bei einem Spaziergang mit Sinistre bemerkt Anne auf einer Flussbrücke, dass dessen Spiegelbild nicht im Wasser zu sehen ist. Sinistre tötet sie daraufhin, wobei er einen Talisman verliert. Paul erfährt von Annes Tod und findet auf der Brücke diesen Talisman. Nach der Obduktion der Körper von Keith und Anne wird ihm mitgeteilt, dass sie durch Unfälle ums Leben gekommen sind. Paul will das nicht glauben und beschließt, die Leichen nach London zu schicken, wo sie nochmals untersucht werden sollen.
Graf Sinistre hält mit seinen Dienstboten eine okkulte Feier ab. Er fordert die Wiederbeschaffung seines Talismans. Auf einer Party lernt Paul das Model Karen Steele kennen. Die beiden unterhalten sich und kommen sich näher. Später am Abend wird Karen in ihrer Wohnung von Sinistre überrascht. Er beißt sie in den Hals, weil er sie zu seiner neuen Braut machen will. Als Paul am nächsten Morgen Karen anruft, kann er sie nicht erreichen. Paul erfährt aus der Zeitung, dass die Leichen von Keith und Anne auf der Fahrt nach London spurlos verschwunden sind. Er geht deshalb zu Dr. Robert Kelsey, dem er von den Ereignissen berichtet. Robert erzählt ihm daraufhin, dass im Dorf Gerüchte über okkulte Rituale und einen Dämon umgehen, die damit im Zusammenhang stehen könnten.
In der Nacht malt Sinistre ein Bild von Karen, wie sie leicht bekleidet auf einem Bett liegt. Sinistres Braut und Dienerin Tania kommt in den Raum und wird misstrauisch. Sie schickt Karen fort. Sinistre sagt Tania, dass sie sich keine Sorgen machen soll.
Paul informiert sich unterdessen in der Bibliothek über Okkultismus und schwarze Magie. Er beschließt, sich ein Buch über Talismane auszuleihen, was ihm jedoch verwehrt wird, da es sehr selten ist und nicht verliehen wird. Später findet er das Bild von Karen, das er in sein Hotelzimmer mitnimmt. Am nächsten Tag, als Paul in die Bibliothek geht, ist das Buch plötzlich spurlos verschwunden. Tania hat es gestohlen, entfernt die Seite, die von Graf Sinistre handelt, und versucht diese zu verbrennen. Als sie jedoch erfährt, dass Sinistre Karen zu seiner neuen Braut machen will, holt sie die Seite aus dem Feuer und brennt Karen heimlich ein Kreuz auf den Rücken, damit Sinistre sie nicht mehr heiraten kann. Sie bringt das Gemälde von Karen zu Paul und schlitzt es mit einem Messer auf, woraufhin Blut heraus läuft. Eifersüchtig auf Karen hinterlässt Tania mit dem Blut einen Hinweis auf einem Blatt Papier. Sie wird dabei aber vom aus dem Schlaf aufgeschreckten Paul gestört und verschwindet.
Paul ruft die Polizei. Er erzählt Inspector Malin von dem Buch. Die beiden Männer folgen Tanias Hinweis und finden so heraus, dass Karen von Sinistre entführt wurde und sich deshalb in einem alten Landhaus befindet. Gemeinsam stürmen sie das Landhaus. Eine Falltür führt zu einer dunklen Gruft, in der Graf Sinistre zusammen mit seinen Dienern und Tania eine Trauungszeremonie abhält. Tania zeigt Sinistre das Kreuz auf Karens Rücken, woraufhin ein Blitz in den Kamin einschlägt und der ganze Raum brennt. Die Gruft stürzt ein und alle Diener von Sinistre einschließlich Tania werden von Felsbrocken erschlagen. Paul und Inspector Malin retten Karen. Der flüchtende Sinistre verbrennt vor Karens Augen bis aufs Skelett.

## Hintergrund
Tom Blakeley wurde wie sein Vater John Blakeley Filmproduzent. Er machte im Jahre 1962 aus dem Label Planet Films eine Produktionsfirma. Zusammen mit Bill Chalmers und Regisseur Lance Comfort drehte er einige Filme unterschiedlicher Genres, wie den Krimi Der Gezeichnete (1963), den Horrorfilm Die Gruft der toten Frauen (1965) oder den Science-Fiction-Film Insel des Schreckens (1966).

### Schnittauflagen
Am 1. Juli 1964 wurde der Film dem British Board of Film Classification vorgelegt, den eine Szene, in der eine leichtbekleidete Frau mit einer Schlange tanzt, störte. Dem Vorschlag, diese Szene zu kürzen, wurde entsprochen.

### Kinostart
Erst im September 1965 fand der Film schließlich den Weg in die englischen Kinos, jedoch ohne Premierenfeier. Meist wurde er im Doppelpack mit anderen Filmen gezeigt, wie z. B. Der Fluch der Fliege (1965) oder Mondo di notte – Welt ohne Scham (1963). Aber immerhin mit Erfolg. Leslie Berens, Geschäftsführer vom Planet-Filmverleih freute sich in der Kinozeitschrift Daily Cinema über ein „hervorragendes Geschäft“ angesichts einer „beträchtlichen Anzahl von Spielorten“. Während Das Teufelsritual in den USA bereits im Mai 1965 angelaufen war, wurde er in Deutschland am 30. August 1968 erstmals aufgeführt.

## Kritik
„Einfältiges, mit etwas Sex garniertes Gruselmärchen.“

„Einigermaßen solide inszenierter, inhaltlich naiver 60er-Jahre-Kutten-Horror, der mit dem zusätzlich aufgesetzten Vampirthema zu unterhalten weiß.“

## Veröffentlichungen
Das Label Titan Video veröffentlichte Die Gruft der toten Frauen auf VHS in Deutschland zum ersten Mal in der ungeschnittenen Fassung mit einer Freigabe ab 16 Jahren unter dem Titel Das Teufelsritual. Das Label Mike Hunter veröffentlichte den Film in einer um ca. 2 Minuten geschnittenen Fassung auf VHS, einmal mit einem schwarzen Einleger und einmal mit einem weißen Einleger unter dem Titel Gruft der toten Frauen. Am 21. August 2008 veröffentlichte E-M-S den Film erstmals in Deutschland in der Reihe Der phantastische Film unter dem Titel Die Gruft der toten Frauen in der ungeschnittenen, restaurierten Fassung auf DVD.